# Treat Me Like a Lady
Treat Me Like a Lady – singel Katerine pochodzący z albumu Overdrive.

## Formaty i listy utworów singla
| #                 | Tytuł                                                            | Czas |
| ----------------- | ---------------------------------------------------------------- | ---- |
| CD, Single, Promo |                                                                  |      |
| 1.                | "Treat Me Like a Lady" (Radio Edit)                              | 3:27 |
| 2.                | "Treat Me Like a Lady" (Dj Rebel Remix)                          | 5:37 |
| 3.                | "Treat Me Like a Lady" (Dimitri Vegas & Like Mike Remix – Long)  | 6:40 |
| 4.                | "Treat Me Like a Lady" (Dimitri Vegas & Like Mike Remix – Short) | 3:22 |

## Pozycje na listach i certyfikaty
| Lista przebojów (2009) | Najwyższa pozycja | Certyfikat |
| ---------------------- | ----------------- | ---------- |
| Polish Singles Chart   | 16                | -          |
| Belgium Singles Chart  | 26                | -          |